# 五洲工程
中國五洲工程設計有限公司，簡稱中國五洲工程設計、五洲工程設計或五洲工程，由中國兵器工業集團旗下公司，是在2011年1月8日，由五洲工程设计研究院与中兵勘察设计研究院合併成立，董事長劉志剛，總經理陳海英。至於總部為北京市。
其主要業務项目管理和工程总承包为重点，以火炸药、弹药、民用爆破器材、精细化工、烟草、环卫能源、市政与民用建筑、机械光学电子的工程设计技术和以铁路公路、核电热电、石油化工、信息工程、地质灾害环境整治等领域的勘察技术以及相关新兴领域、咨询、勘察、设计、施工、监理、项目管理、检测监测、工程总承包以及具有投融资性质的工程服务等。

## 外部連結
- 中國五洲工程設計有限公司（页面存档备份，存于）